# Som ni behagar
Som ni behagar eller Som ni vill ha det (originaltitel As you Like it) är en pastoral (lantlig) komedi av William Shakespeare.

## Tillkomsthistoria

### Datering
Som ni behagar nämns inte i Francis Meres Palladis Tamia, en lista över tolv Shakespearepjäser publicerad 1598. Den registrerades hos boktryckarskrået (the Stationers Company) år 1600, och bör alltså ha tillkommit däremellan. Den höga andelen av prosa och de talspråkliga sammandragningarna i versen har gjort att filologer velat datera pjäsen till 1599 eller 1600, strax efter Henrik V och Julius Caesar. I femte aktens tredje scen finns sången En ungersven med kärestan sin (It was a lover and his lass) som år 1600 publicerades i Thomas Morleys First Book of Airs.

### Pjäsens källor
Shakespeare hade tidigare berört herdetemat i Två ungherrar i Verona (troligen omkring 1590) och Kärt besvär förgäves (troligen 1594 eller 1595), men Som ni vill ha det var första gången han ägnade sig åt temat i helformat. Hans enda källa var Thomas Lodgers populära herderoman Rosalynde från 1590. Lodgers källa var i sin tur versnovellen The Tale of Gamelyn från mitten av 1300-talet och ofta tillskriven Geoffrey Chaucer. Shakespeare har spetsat till intrigen och fördjupat karaktärerna, särskilt Rosalinda och Orlando. Shakespeare har även tillfört vissa karaktärer. De viktigaste är narren Touchstone (Proba på svenska) och den vandrande filosofen Jacques, som båda kommenterar skeendet och satiriserar övriga karaktärer. Herden Silvius kärleksbekymmer med den svårflirtade herdinnan Phebe reflekterar Petrarca.

### Tryckningar och text
När pjäsen registrerade hos boktryckarskrået år 1600 skedde det med anmärkningen "to be staied", vilket tros innebära att Lord Chamberlain's Men ville förhindra ett pirattryck.
Första gången pjäsen publicerades var 1623 i First Folio, den första samlingen av nästan alla Shakespeares pjäser (37 av dem, två saknas) som sammanställdes av Shakespeares skådespelarkollegor John Heminges och Henry Condell och publicerades av Edward Blount och Isaac Jaggard. Eftersom foliotexten är av hög kvalitet utan korrekturfel tros den vara grundad på antingen en sufflörs exemplar eller en professionell skrivares renskrivning av Shakespeares eget manus.

## Handling

### Rollfigurer
Efter Göran O. Eriksson.
| - Den äldre hertigen, i landsflykt - Hertig Frederick, hans bror som har tagit hans land - Le Beau, hovman hos Frederick - Charles, hertig Fredericks brottare - Proba, narr vid hertigens hov - Söner till riddar Roland de Boys: - Oliver - Orlando - Jacques - Olivers tjänare: - Dennis - Adam | - Länsherrar hos den landsflyktige hertigen: - Amiens - Jacques - Fåraherdar i Ardennerskogen: - Corin - Silvius - William, bondpojke - Oliver Vränge, kyrkoherde i en lantförsamling - Rosalind, dotter till den äldre hertigen - Celia, dotter till hertig Frederick - Phebe, vallflicka - Audrey, getvakterska - Hovfolk hos hertigarna, pager och annan uppvaktning |

### Resumé
Den yttre handlingen i spelet tilldrar sig i Frankrike. Den unga hertigdottern Rosalind har förvisats och flytt från sin farbrors, usurpatorn Fredericks, hov, ut till den vilda Ardennerskogen. Med sig har hon hans dotter, kusinen Celia, och narren Proba. För att undgå eventuell upptäckt har Rosalind klätt ut sig till en man, som lystrar till namnet "Ganymedes".
I skogen vistas redan sedan en tid tillbaka Rosalinds far, den äldre men avsatte hertigen, som där befinner sig i landsflykt samman med sina trogna följeslagare, bland dem den melankoliske flanören Jaques. I skogen lever de ett fridfullt liv, nöjda med vad naturen kan ge dem.
Den döde riddaren Roland de Bois yngste son, Orlando, förälskad i Rosalind (en kärlek som är besvarad), är likaså han, av sin äldste bror Oliver, förjagad från arv och hem. Med sig på sin färd har han faderns åldrige tjänare Adam. I Ardennerskogen möter de den landsflyktige hertigen och inbjuds i hans krets.
Bland skogens träd spikar Orlando upp egenhändigt författade dikter om sin förälskelse i Rosalind. Strax därefter stöter han på henne – men då i Ganymedes gestalt. Ganymedes (Rosalind) beslutar för sig att pröva graden av Orlandos förälskelse, och påstår sig därför kunna kurera Orlando från hans trånsjuka. De båda ingår en överenskommelse om att Ganymedes skall spela Rosalind, att oupphörligt fjäsas av Orlando. Klarar Orlando detta har han bevisat sina känslors äkthet. Det blir en förvirrande och förvillande lek, som mot förmodan ändar i vigsel, med en förstummad Celia som giftoman.

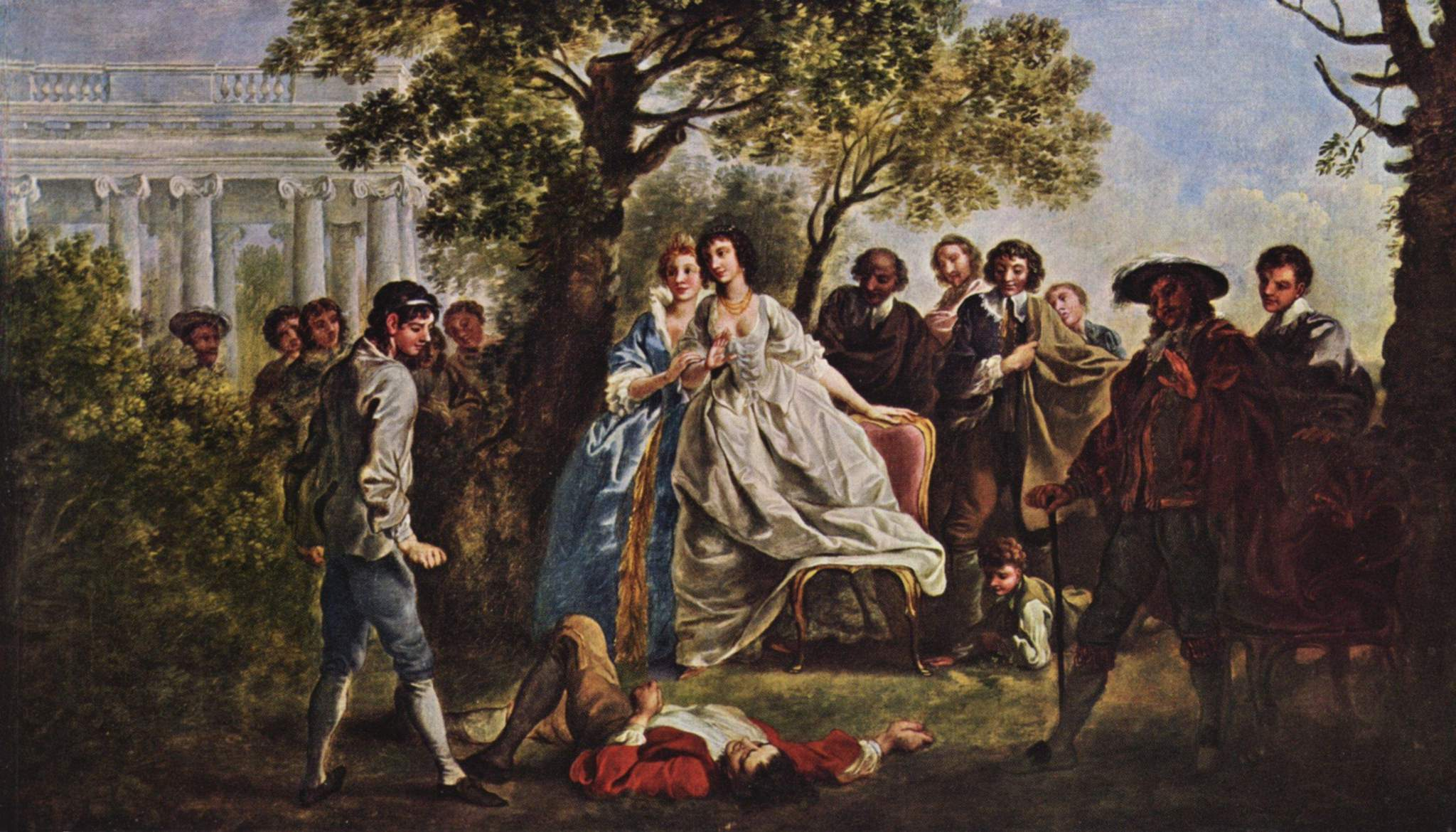
Scen från "Som ni behagar", målad av Francis Hayman omkring 1750.

Herdeflickan Phebe har länge uppvaktats av Silvius. Men Phebe har istället fattat åtrå för Ganymedes (Rosalind) och värjer sig från Silvius närmanden. Ganymedes tvingas därför ingripa i saken, och gör klart att han (hon) omöjligt kan älska henne, då han "är falskare än fyllelöften" (III:5).
Oliver har av usurpatorn Frederick fått i uppdrag att föra tillbaka sin bror, och Fredericks dotters älskade, död eller levande. I Ardennerskogen träffar Oliver på Celia och tycke uppstår, och de bestämmer sig för att där skapa sig en ny framtid tillsammans. Sin tidigare arvlöse bror lovar Oliver nu istället sina ägor.
De älskande paren förenas kort därpå av äktenskapsguden själv, Hymen, samtidigt som Rosalind äntligen kan återförenas med sin far. I samband med bröllopshögtidligheterna nås de alla dessutom av glädjebudet om en djupt ångerfull hertig Frederick, som beslutat att återbörda sin stulna krona till dess rättmätige ägare, den äldre brodern, till förmån för ett fromt och kontemplativt leverne.
Skådespelet avslutas i fest och dans och vårlig yra. Men då har särlingen Jaques redan lämnat sällskapet, och sökt sig till den nyomvände Frederick, ty, som han menar, för sådana "har mycket som är värt att lära av" (V:4).

### Kända citat
- "All the world's a stage" (Jacques II:7, "Ja, hela världen / En skådebana är" i Carl August Hagbergs översättning.)[10][11]

## Analys

### Teman och motiv
Pjäsen har två skilda teman. Det ena är civilisationens respektive naturlivets förtjänster och avigsidor och mer allmänt tillvarons goda eller onda. Det går en skarp gräns mellan hovet och skogen. Det andra och starkare temat är kärleken. Shakespeare behandlar detta tema på två motsatta sätt: å ena sidan som något friskt, ohejdbart och naturnödvändigt och å andra sidan som dårskap.
Liksom i de tidigare En midsommarnattsdröm och Köpmannen i Venedig förlägger Shakespeare Rosalinds och Orlandos kärlekshistoria till en plats bortom föräldrarnas inflytande. Shakespeare idealiserar ofta den unga kärleken, liksom det oerfarna och juvenila. I Som ni behagar prisas Orlandos skägglöshet.
Skogen är både emblem och spelplats. Den uppträder i den klassiska rollen som de fredlösas hemvist, "som gamle Robin Hood i England" (Charles, I:1). Skogen är både frihetens och naturens kungarike som ställs mot livet vid hovet. Harmoni och frihet ställs i motsats till tankens ofrihet och livets osäkerhet. Men skogslivet har också sina dissonanser. Naturens kungarike visar sig vara lika hänsynslöst och egoistiskt som den civiliserade världen. Den skjutna hjorten överges av de andra hjortarna. Skogen förvandlas även till något som kan ge avkastning när Rosalind erbjuder sig att betala herdarna för mat och husrum.
| ”                                                        | Om ni gillar Vad jorden ger, och detta sätt att leva Så ska jag tjäna er i många år; Jag köper det åt er så fort det går. | „ |
| – Corin, akt II scen 4, Göran O. Erikssons översättning. | |   |

Mest kärnfullt framställs motsättningen mellan hovet och landet i debatten mellan Corin och narren Proba i tredje aktens andra scen. Där visar Shakespeare att han är förtrogen med Aristoteles lära om topos (platsen) i dennes retorik. Shakespeare återkommer flera gånger till ungdomens latinskola med dråpliga undervisningsscener. I Som ni behagar undervisar Proba retsamt mästrande "bondlurken" William i grammatik, retorik och logik (V:1).
Intrigknepet med en till yngling förklädd flicka använde Shakespeare första gången i Två ungherrar i Verona. Liksom Julia följer Rosalind, som är Shakespeares mest omfattande kvinnoroll, förklädd den hon älskar, i båda pjäserna är flickan förklädd större delen av pjäsen. Förklädnaden har en central roll i pjäsen. Den har en dubbel mening; den andliga och den fysiska, den sinnliga och den intellektuella. Manligt och kvinnligt blandas samman, liksom åtrå och kärlek. Rosalind uppträder som ynglingen Ganymedes. Silvius älskar Febe men hon älskar Ganymedes. Denne älskar Orlando som älskar Rosalind. Ganymedes får Orlando att fria till honom utklädd till Rosalind.
När Rosalind förklär sig till yngling så tar hon namnet Ganymedes. Den vackre Ganymedes var gudarnas munskänk. Zeus kände åtrå till honom och rövade bort honom. Ganymedes har setts som en ikon för gossekärleken, att vuxna män älskar ynglingar. Denna symbolik var vanlig under Shakespeares tid. Orlando prisar ynglingen varmt och hans förtäckta bröllop med Ganymedes utklädd till Rosalind har tydliga homoerotiska övertoner.
Från början förklär sig Rosalind eftersom det inte är säkert för två kvinnor att ensamma färdas på vägarna. Sedan använder hon förklädnaden för att närma sig Orlando för att förvissa sig om hans kärlek. Redan i tredje aktens andra scen upptäcker Rosalind Orlandos kärleksdikter till henne som han spikat upp på träden och hans kärlek står klar för henne. Förklädnaden har inte längre något syfte. Detta är bara halvvägs i pjäsen och ändå fortsätter hon att driva sitt spel som förklädd.
Två brödrapar utkämpar arvstvister. Deras konflikter kan inte föras tillbaka på karaktär eller personlighet. I denna tid är arvet det som definierar människans plats i samhället. Detta är den centrala konflikten i dramat. Den står i förbindelse med två andra centrala och värdeladdade begrepp: identiteten och kärleken, d.v.s. människans förhållande till sig själv och till sina medmänniskor. Jaget är på jakt efter sina egna gränser.
Två vitt skilda uppfattningar är förknippade med namnet - liksom med de teman som är förknippade med det: arv, familj och tradition. För usurpatorn Frederick tillhör namnet det förflutna, det är förknippat med värden som ordning, stabilitet, makt och kontinuitet. För de fördrivna Orlando och Rosalind är namnet däremot förknippat med den egna personen och möjligheten att leva ett fullt liv i framtiden. Båda har berövats sitt namn och den ställning som är förknippad med det. Orlando säger: "jag gör inte världen skada, för i den äger jag ingenting; i världen fyller jag bara upp en plats som kan bli bättre utnyttjad när jag inte upptar den längre" (I:2, Göran O. Erikssons översättning). Både Frederick och Orlando åberopar samma feodala och skenbart stabila system. Den konflikt som föds ur detta är således inte personlig utan handlar om att det uppstått en spricka i systemet.
De båda brödraparen är spegelbilder av varandra. De talar om för varandra vilka de är, men använder samma ord. Det finns ingenting som säger att Orlando skulle handlat annorlunda än Oliver om han hade varit i hans kläder. Själva kan Oliver och Orlando inte bryta dödläget, de är fångar i samma system. Den kraft som ruckar dödläget och skapar dramatiken, kommer utifrån, och det är kärleken. Kärleken är principen som konkurrerar med arvet. Spelet sätts i gång med Celias replik till Rosalind: "vad han har tagit ifrån din far med våld, det ska jag ge dig tillbaks med kärlek". (I:2, Göran O. Erikssons översättning)
Mellan bröderna finns en diskussion om naturrätt och förstfödslorätt som inte finns i förlagan Thomas Lodgers Rosalynde. Den äldre brodern Oliver fördriver den yngre brodern Orlando från arv, hem och ställning. Enligt naturrätten skulle samhället vara hierarkiskt uppbyggt och den underordnade var skyldig att lyda överheten. Exilen är den enda lösningen för Orlando eftersom han inte hade något annat val än att lyda även en tyrannisk äldre bror. Men Orlando argumenterar för sin rätt med orden "I know you are my eldest brother; and in the gentle condition of blood, you should so know me. The courtesy of nations allows you my better in that you are the first-born; but the same tradition takes not away my blood, were there twenty brothers betwixt us. I have as much of my father in me as you" (I:1) Med begreppet courtesy of nations anknyter Shakespeare till tidens politiska radikalism, begreppet anses hämtat från verket Vindiciae Contra Tyrannus: Or Concerning the Legitimate Power of a Prince Over the People (Ungefär "Försvar (av friheten) mot tyranner: eller rörande furstars legitima makt över folket") där den anonyma författaren argumenterar för att furstars makt måste begränsas för folkets bästa. I Göran O. Erikssons översättning lyder repliken "jag vet att ni är min äldste bror, och om ni kände vilket blod som rinner i era ådror skulle ni veta det ni med: världens lagar sätter er över mig eftersom ni är den förstfödde av oss, men de kan aldrig ta ifrån mig mitt blod, om det så var tjugo bröder mellan oss: Jag har lika mycket av min far i mig som ni..." "Världens lagar" är då ett mindre precist begrepp än "courtesy of nations". Innan Orlandos landsflykt försöker Oliver röja honom ur vägen genom att leja den professionelle brottaren Charles, en jätte jämfört med den späde Orlando, men Orlando vinner tvekampen likt David mot Goljat. Parallellen blir än mer uppenbar då också David var den yngste sonen, föraktad av sina äldre bröder. I sina referenser förstärker Shakespeare det pastorala temat, då både Bibelns David och Antikens Ganymedes var fåraherdar. Också den äldre hertigen framställs dom "den gode herden": "They say many young gentlemen flock to him every day and fleet the time carelessly as they did int the golden world." (Charles, I:1) I Göran O. Erikssons översättning är anspelningen på Bibeln borta: "de säger att det kommer massor med ungdomar till honom varje dag och fördriver tiden lika sorglöst som under guldåldern."
Tiden spelar ofta en viktig roll i Shakespeares pjäser. I Som ni behagar finns två olika slag av tid, den vid hovet och den i skogen. Tiden blir ett drama i dramat. Rosalind och Celia har ett förtroendefullt förhållande till tiden, de drabbas inte av panik när de tvingas fly: "Inte i landsflykt, Rosalind: i frihet." (Celia, I:3, Göran O. Erikssons översättning) Frederick har en helt annan tidsuppfattning. Han jagas av skräck och litar inte på tiden:
| ”                                                           | Stannar du längre än din frist så svär jag Vid allt jag är och har att du ska dö. | „ |
| – Frederick, akt I scen 3, Göran O. Erikssons översättning. |                                                                                   |   |

De två olika tidsuppfattningarna hör också till olika epoker: medeltiden och renässansen. Den äldre tidsuppfattningen i pjäsen, genom bland andra Jacques och narren Proba, handlar om att tiden är ett hjul som obönhörligt rullar på från födelse till död och där människan bara kan följa med. För Rosalind däremot är tiden något relativt och subjektivt, något som bara kan mätas i förhållande till stunden och situationen. Rosalind säger: "tiden har olika gångart för olika människor." (III:2, Göran O. Erikssons översättning)

### Stildrag
Som ni behagar är den av alla Shakespeares pjäser som innehåller mest musik, nästan som en tidig musikal. Den är till lika delar skriven på blankvers och på prosa. Versen är klar och enkel, en förhöjning av talspråket. Den används när beslut skall fattas och när känslor skall uttryckas. Prosan är å andra sidan starkt stiliserad och anpassad till den talande. Den är konstrik och rytmiskt varierad. Prosadialogerna är ofta blixtrande och kvicka. Flera av de viktigaste passagerna är skrivna på prosa; Corin och Probas debatt om lantlivet kontra livet vid hovet i 3:2, Rosalinds dialoger med Orlando om kärleken i 3:2, 4:1 och 5:2, liksom hennes epilog.
Pjäsen har två antagonister, Frederick och Oliver, liksom två hjältar, Orlando och Rosalind. Det finns tre centrala par i Som ni behagar, två syskonpar och ett kusinpar som sägs ha starkare band än syskon. Detta sätt att använda parallellhandlingar och spegeleffekter är typiskt för renässansens drama. Men typiskt för Shakespeare är att identiteten inte nödvändigtvis skänker trygghet. Symmetrin avslöjar sprickor och begreppen glider från varandra.
Pjäsen har flera dubbelintriger och spegelscener. De båda brödraparen speglar varandra; den ene brodern fördriver och förföljer den andre. Rosalinds och Orlandos kärlek speglas såväl i herdeparet Corin och Silvius som narren Probas kärlek till getvakterskan Audrey. Förklädd till ynglingen Ganymedes erbjuder sig Rosalind att bota både Silvius och Orlandos kärleksplågor.
Pjäsens motsägelsefulla tidsangivelser gör den mer till tillståndsteater än handlingsteater. Kronologin är delvis upplöst, som i drömmen. Shakespeare visar en lättsinnig inställning till intrigen. Från det att de flesta rollfigurerna tagit plats i skogen fördriver de tiden med att råkas och samtala ända tills Rosalind tycker att tiden är mogen att avslöja sin förklädnad.
Till den löst hållna intrigen fogar Shakespeare många inslag från samtidens populärkultur: utöver herdediktningen även riddarromanen, maskspel, sång och dans och komiska standardsituationer samt sin första teofani: när Hymen i femte aktens fjärde scen uppträder för att knyta kärleksbanden mellan Rosalind och Orlando. Detta grepp förebådar de senare tragikomiska sagospelen.
Olika utgåvor har anpassat texten till sin tids krav. På 1800-talet stuvades scenanvisningarna om entréer och sortier om. I folioupplagan finns ofta entréerna långt innan en rollfigur blandar sig i dialogen, en anpassning till den långa vägen från entrédörr till spelplats. På 1800-talet flyttades entréerna fram flera repliker, delvis eftersom man inte kunde acceptera att en rollfigur som var närvarande på scenen kommenterades fritt av de andra, detta stämde dåligt med tidens illusionsideal.
Med den melankoliske resonören Jacques dystra sarkasmer om kärleken anknyter Shakespeare till smaken för överdrifter hos samtidens satiriska litteratur.

#### Versexempel
Ibland stoppar Shakespeare in extra stavelser i blankversen utöver de vanliga tio. Det kan betyda olika saker - tvivel, subtiliteter eller nonchalans - men det är alltid ett sätt att skärpa åhörarnas uppmärksamhet:
| ”                         | Unwillingly to school. And then the lover, Sighing like furnace, with a woeful ballad Made to his mistress' eyebrow. Then a soldier... | „ |
| – Jaques, act II scene 7. | |   |

Göran O. Erikssons svenska översättning följer mönstret på de två första raderna samt på de två raderna innan, således på summa fyra rader istället för tre.
| ”                                                         | Sen skolpojken som hasar med sin väska Och tvättat morgonansikte till skolan Motvilligt, trögt som snigeln. Och så älskarn Suckande som en masugn, med ballader Om flickans ögonbryn. Så en soldat... | „ |
| – Jaques, akt II scen 7, Göran O. Erikssons översättning. | |   |

Som så ofta leker Shakespeare med motsatser och motsägelser. Fast dialogen är på prosa är den också mycket rytmisk vilket hjälper till att framhäva det antitetiska:
| ”                                                         | Sannerligen, herde, som liv betraktat är det ett bra liv; men som herdeliv betraktat är det värdelöst. Med tanke på att det är ensamt tilltalar det mig mycket, men med tanke på att man får vara ifred är det bedrövligt. Sen är det klart att med tanke på att det är på landet trivs jag ju med det, men med tanke på att det inte är vid hovet är det långråkigt. Eftersom det är enkelt är det ett liv efter mitt sinne, visst; men eftersom där fattas så mycket av världens goda har jag inte mage att tycka om det. | „ |
| – Proba, akt III scen 2, Göran O. Erikssons översättning. | |   |

Shakespeare kan växla mellan blankvers och prosa på ett sätt som både förstärker det naturalistiska och skapar en poetisk förhöjning. I det här partiet börjar dialogen på vers:
| ”               | PHEBE: Good shepherd, tell this youth what 'tis to love. SILVIUS: It is to be all made of sighs and tears; | „ |
| – act V scene 2 | |   |

Sedan fortsätter det på prosa:
| ”               | SILVIUS: And so am I for Phebe. PHEBE: And I for Ganymede. ORLANDO: And I for Rosalind. ROSALIND: And I for no woman. SILVIUS: It is to be all made of faith and service; And so am I for Phebe. PHEBE: And I for Ganymede. ORLANDO: And I for Rosalind. ROSALIND: And I for no woman. | „ |
| – act V scene 2 | |   |

För att så återgå till blankvers:
| ”               | SILVIUS: It is to be all made of fantasy, All made of passion, and all made of wishes; All adoration, duty, and observance, All humbleness, all patience, and impatience, All purity, all trial, all obedience; And so am I for Phebe. PHEBE: And so am I for Ganymede. ORLANDO: And so am I for Rosalind. ROSALIND: And so am I for no woman. | „ |
| – act V scene 2 | |   |

I Göran O. Erikssons översättning är effekten lite annorlunda. Den första raden är på blankvers med en extra obetonad stavelse på slutet, andra raden är istället en sexfotad jamb med en extra obetonad stavelse på slutet, sedan går det över till prosa precis som i originalet. När det går över till blankvers igen på samma ställe som hos originalet stoppar översättaren också då in en extra obetonad stavelse på slutet:
| ”                                                | PHEBE: Lär honom, herde, vad det är att älska. SILVIUS: Det är att vara idel suckar, idel tårar, Som jag för Phebe. PHEBE: Och jag för Ganymedes. ORLANDO: Och jag för Rosalind. ROSALIND: Och jag för ingen kvinna. SILVIUS: Det är att vara idel tjänst och trohet, Som jag för Phebe. PHEBE: Och jag för Ganymedes. ORLANDO: Och jag för Rosalind. ROSALIND: Och jag för ingen kvinna. SILVIUS: Det är att vara idel fantasier, Och idel lidelse, och idel drömmar, Tillbedjan, pliktuppfyllelse och vördnad, Ödmjukhet, tålamod och häftig brådska, Och idel renhet, idel prövning, idel vördnad; Och det är jag för Phebe. PHEBE: Och det är jag för Ganymedes. ORLANDO: Och det är jag för Rosalind. ROSALIND: Och det är jag för ingen kvinna. | „ |
| – akt V scen 2, Göran O. Erikssons översättning. | |   |

När Jaques talar om hur tiden går utnyttjas rytmen fullt ut så att man kan känna tidens flykt:
| ”                                                         | Så tar han fram en klocka ur kostymen Och ser på den med gravallvarlig blick Och säger, mycket vist: "Nu är hon tio, På så sätt kan vi se hur världen vankar, För hon var nio för en timme sen, Och om en timme är hon redan elva; Och för var timme närmar vi oss änden, Och för var ända mognar vi och vissnar, Och därpå hänger allt." | „ |
| – Jaques, akt II scen 7, Göran O. Erikssons översättning. | |   |

### Kritik
Olika redaktörer har genom tiderna haft problem med pjäsens sexuella anspelningar. 1714 ändrade Nicholas Rowe (1674-1718) Rosalinds replik "No, some of it is for my child's father" (I:3, "Nej, en del är för mitt barns far" i Göran O. Erikssons översättning) till "No, some of it is for my father's child" i sin utgåva ("Nej, en del är för min fars enda barns skull" i Carl August Hagbergs översättning). Kommentatorer och översättare har också haft problem med det replikskifte mellan Orlando och Rosalind i fjärde aktens första scen som lyder:
| ” | ORLANDO: Who could be out, being before his beloved mistress? ROSALIND: Marry, that should you, if I were your mistress; or I should think my honesty ranker than my wit. | „ |

Det är det dubbeltydiga ordet "rank" som orsakat problem. Det kan betyda tvivelaktig eller till och med kåt. Man har inte velat uppfatta den oanständiga dubbelmeningen i Orlandos fråga, eller inte velat tro att Rosalind gör det. I Carl August Hagbergs översättning lyder replikskiftet, utan sexanspelningar:
| ” | ORLANDO: Vem skulle väl kunna komma av sig inför sin älskarinna? ROSALIND: Det skulle ni, om jag vore er älskarinna; annars skulle jag nödgas anse min dygd starkare än min fintlighet. | „ |

I Göran O. Erikssons översättning lyder citatet istället:
| ” | ORLANDO: Vem skulle inte få saken i hamn om han stod inför den han älskade? ROSALIND: Ni, om jag var den ni älskade. Annars skulle jag misstänka att min dygd var mer tvivelaktig än min slagfärdighet. | „ |

På 1700-talet tyckte den inflytelserike Shakespeareredaktören Samuel Johnson att Shakespeare forcerade fram det lyckliga slutet. Han borde ha stannat upp och gett utrymme åt dialogen mellan Frederick och eremiten som nu bara återberättas skissartat. Han förlät dock den lösa konstruktionen och accepterade att det låg i pjäsens pastorala karaktär att betona rollframställningen och känslosamheten på bekostnad av intrigen.
Vad som kunde förlåtas på 1700-talet kom att dyrkas under romantiken. Man såg i den landsflyktige hertigens hyllning till naturens inneboende moral Shakespeares egen önskan att hitta ett alternativ till det korrupta hovlivet. Pjäsens reflektioner kring handlingskraft uppfattades som sympatiska. August Wilhelm Schlegel, som översatte 16 av pjäserna till tyska, menade 1811 att naturens och det mänskliga sinnets inneboende poesi kunde kullkasta allt konstgjort tvång för att återskapa dess ursprungliga frihet.
Under hela 1800-talet och ända in i det tidiga 1900-talet framhölls det idylliska i pjäsen. Den polske teatervetaren Jan Kott påvisade 1964 att pjäsen i själva verket börjar lika mörkt som krönikespelen. En tyrann har roffat åt sig tronen. Den ene brodern tar ifrån den andre hans arv. Kärlek och vänskap har ersatts av ärelystnad. Penningen och det nakna våldet styr. Den nye härskaren litar inte på någon. Han är misstänksam och avundsjuk och osäker på sin ställning, anandes en fiende i var och en. Flykten är enda utvägen.
Herdeidyllen som förekommer i pjäsen var på modet när Shakespeare skrev Som ni behagar. Men flera kritiker har även funnit kritik mot eller satir på herdeiktningen. Den brittiske teatervetaren John Dover Wilson (1881-1969) skrev 1962 att pjäsen både var Shakespeares Arkadien men också hans kritik av Arkadien. Jan Kott skrev 1964 att "Ardennerskogen är en feodal utopi och den förhånar denna utopi". Den svenske teaterkritikern Leif Zern menar att detta inte är hela sanningen. Satiren gäller inte bara herdelivet utan även hovet.
Den brittiske dramatikern George Bernard Shaw ansåg att titeln var ett uttryck för publikförakt. Den svenske översättaren och regissören Göran O. Eriksson, som översatte titeln till Som ni vill ha det, menade tvärtom att titeln var vald för att locka publik och skapa trevliga förväntningar.
Det berömda citatet om att hela världen är en skådebana fick den amerikanske dramatikern och teaterkritikern Lionel Abel (1910-2001) att 1963 utveckla tankar om Shakespeares metateater.
1959 menade den amerikanske essäisten Cesar Lombardi Barber (C. L. Barber, 1913-1980) att Shakespeare strävade efter att visa en sak i taget. Personerna intar extrema ståndpunkter, som dock balanseras dramat igenom. Leif Zern menar istället att balans och harmoni saknas i pjäsen; personerna är inte så extrema som Barber påstår. De stannar aldrig i sina roller, de är relativa och förändras i ljuset av varandra. Vad som sker är en upplösning av personlighetens gränser.
Jan Kott fäste 1964 central vikt vid det androgyna i pjäsen. På senare tid har queerteoretiker intresserat sig för pjäsen och då inte bara fastnat för relationen mellan Rosalind/Ganymedes och Orlando å ena sidan och med Phebe å den andra, utan även intresserat sig för den nära relationen mellan Rosalind och Celia. Bland annat beskriver hovmannen Le Beau deras relation i intima ordalag: "de två / Älskar varandra mer än två systrar."

## Översättningar till svenska
Som ni behagar finns i sju tryckta översättningar samt två tryckta revisioner av översättning nummer två. Den första översättningen med titeln Som ni behagar kom 1825 och var utförd av Johan Henrik Thomander. I anmärkningarna till sin översättning med samma titel från 1849 meddelar Carl August Hagberg att han till stora delar förlitat sig på Thomanders version. Översättningen trycktes i Shakspere's dramatiska arbeten. Bd 6. 1925 kom Per Hallströms översättning, fortfarande med samma titel, i Shakespeares dramatiska arbeten. Lustspel, Bd 4. Därefter kom Nils Molins revision av Hagbergs översättning ut 1928. Hjalmar Gullbergs revision gjordes för Göteborgs stadsteater 1957. Den är så självständig i förhållande till förlagan att den betecknades som en egen översättning när den i Alf Sjöbergs regi spelades av Dramaten 1964. 1962 kom två översättningar ut: av Björn Collinder och Åke Ohlmarks, båda med samma titel som tidigare översättningar, den senare i samlingsvolymen Komedier. Sedan dröjde det till 1984 då på nytt två översättningar gavs ut samma år: Allan Bergstrands med den gamla titeln och Göran O. Erikssons med den nya titeln Som ni vill ha det.

## Uppsättningar
Rykten gör gällande att pjäsen spelades på den nyöppnade the Globe Theatre 1599 och att den var Shakespeares första pjäs för denna scen, att Shakespeare själv spelat rollen som Adam och att pjäsen framfördes inför Jakob I på Wilton House i Wiltshire 1603, men inga av dessa rykten har gått att belägga. Det har också föreslagits att pjäsen framfördes första gången vid hovet i samband med att drottning Elizabeth flyttat till Richmond Palace med sitt följe 20 februari 1599. Det äldsta dokumenterade uppförandet ägde rum 1723 då en adaption spelades på Drury Lane Theatre i London. Shakespeare skrev ofta roller för bestämda skådespelare; narren Proba tros vara skriven för den professionelle Robert Armin (ca 1563-1615) som både kunde spela luta och sjunga och som anslöt sig till Lord Chamberlain's Men år 1600.
Som indicier för att pjäsen skrivits för en rund teater brukar anföras två av pjäsens repliker:
| ”                                                           | På hela denna stora världsteater Går andra tragedier än det stycket Vi spelar med i. | „ |
| – Hertigen, akt II scen 7, Göran O. Erikssons översättning. |                                                                                      |   |

| ”                                                         | Världen är en scen Och alla män och kvinnor är aktörer; | „ |
| – Jaques, akt II scen 7, Göran O. Erikssons översättning. |                                                         |   |

Efter att ha spelats i adaptioner alltsedan Shakespeares död, togs den ursprungliga texten fram till en uppsättning på Covent Garden Theatre 1740. Rosalind spelades av Hannah Pritchard och Celia av Kitty Clive i en uppsättning som beskrevs som sprudlande och som lade grunden för pjäsens popularitet. Rosalind har alltsedan dess varit en paradroll för stjärnaktriser: Sarah Siddons, Dorothea Jordan, Helena Faucit och Mary Anderson bara för att nämna några.
William Charles Macreadys uppsättning 1842 satte trenden att spela pjäsen i en alltmer naturtrogen skog med kostym som förde tankarna till 1400-talets Frankrike. Kulmen nåddes av Richard Flanagans uppsättning i Manchester 1908 med levande hjortar på scenen.
1919 satte Max Reinhardt upp Som ni behagar på Deutsches Theater i Berlin och effektiviserade komedispelet med hjälp av vridscenen. Samma år gjorde Nigel Playfair en kontroversiellt stiliserad version i Stratford-upon-Avon. Den förste att sedan Shakespeares tid göra en helt manlig uppsättning var Ben Greet 1920 på YMCA (scouterna) i London. 1932 spelade Peggy Ashcroft Rosalind på Old Vic i London. 1936 spelades rollen av Edith Evans i en uppsättning också på Old Vic inspirerade av Antoine Watteau rokokostil. 1950 regisserade Michael Benthall Katharine Hepburn som Rosalind i en produktion på Broadway som spelades 145 föreställningar. 1961 spelades rollen av Vanessa Redgrave på Shakespeare Memorial Theatre i Stratford. 1967 upprepade Clifford Williams greppet med en helmanlig ensemble på Royal National Theatre. Peter Steins uppsättning 1977 på Schaubühne am Lehniner Platz i Berlin blev epokgörande och bidrog till pjäsens förnyade popularitet. 1985 regisserade Adrian Noble pjäsen med Royal Shakespeare Company. En mycket omtalad uppsättning var Declan Donellans med Cheek by Jowl 1991 med enbart män i rollerna.

### Uppsättningar i Sverige
Som ni behagar hade svensk premiär 17 september 1884 på Svenska Teatern i Stockholm. Rosalind spelades av Gurli Åberg som fick varmt beröm för sin prestation.

#### Uppsättningar i Sverige sedan år 1900
- 1905 Som ni behagar, Knut Lindroths turné, översättning Carl August Hagberg, med Knut Lindroth & Renée Björling
- 1920 Som ni behagar, Lorensbergsteatern, Göteborg, regi Per Lindberg, med Gabriel Alw
- 1922 Som ni behagar, Dramaten, regi Olof Molander, med Harriet Bosse & Ivar Kåge
- 1930 Som ni behagar, Radioteatern, regi Per Lindberg, med Arnold Sjöstrand & Ivar Kåge
- 1936 Som ni behagar, Radioteatern, regi Olof Molander, med Gabriel Alw, Gunnar Olsson, Sture Lagerwall & Inga Tidblad
- 1938 Som ni behagar, Dramaten, översättning Carl August Hagberg & Hjalmar Gullberg, regi Alf Sjöberg, med Inga Tidblad, Gunn Wållgren, Hjördis Petterson & Toivo Pawlo
- 1942 Som ni behagar, Göteborgs stadsteater, regi Knut Ström, med Wanda Rothgardt
- 1942 Som ni behagar, Radioteatern, regi Knut Ström, med Kolbjörn Knudsen
- 1946 Som ni behagar, Parkteatern, Stockholm, regi Anders Ångström
- 1949 Som ni behagar, Skansens Friluftsteater, regi Rune Carlsten
- 1953 Som ni behagar, Malmö stadsteater, översättning Carl August Hagberg, regi Lars-Levi Læstadius, med Arnold Sjöstrand, Georg Årlin, Toivo Pawlo, Ernst-Hugo Järegård, Folke Sundquist, Sven-Eric Gamble, Rune Turesson, Bertil Norström, Gertrud Fridh & Gun Arvidsson
- 1957 Som ni behagar, Göteborgs stadsteater, översättning Carl August Hagberg & Hjalmar Gullberg, regi Hans Dahlin
- 1959 Som ni behagar, Helsingborgs stadsteater, översättning Carl August Hagberg & Hjalmar Gullberg, regi Frank Sundström, med Percy Brandt, John Harryson, Arne Strand & Else-Marie Brandt
- 1959 Vad Ni vill eller Som Ni behagar, Riksteatern, regi Börje Mellvig, med Inga Tidblad & Monica Nielsen
- 1961 Som ni behagar, Radioteatern, översättning Carl August Hagberg, regi Alf Sjöberg, med Inga Tidblad, Anita Björk, Georg Rydeberg, Lars Ekborg & Allan Edwall
- 1963 Som ni behagar, Uppsala-Gävle Stadsteater, med Ulf Palme
- 1964 Som ni behagar, Dramaten, översättning Hjalmar Gullberg, regi Alf Sjöberg, med Anita Björk, Bibi Andersson, Erland Josephson, Hans Strååt & Georg Rydeberg
- 1968 As You Like It, gästspel av Royal National Theatre, London i Stockholm
- 1968 Som ni behagar, Riksteatern, Stockholm, översättning Åke Ohlmarks, regi Martha Vestin
- 1975 Som ni behagar, Radioteatern
- 1980 Som ni behagar, Malmö stadsteater, översättning Carl August Hagberg & Hjalmar Gullberg, regi Torsten Sjöholm, med Pierre Lindstedt & Carl Kjellgren
- 1982 Som ni behagar, TV-teatern, översättning Allan Bergstrand, regi Ulf Fredriksson, med Krister Henriksson & Suzanne Reuter
- 1984 Som ni vill ha det, Stockholms stadsteater, översättning Göran O. Eriksson, regi John Caird, med Stina Ekblad & Mats Bergman
- 1987 Som ni vill ha det, Teaterhögskolan i Stockholm, översättning Göran O. Eriksson, regi Richard Howard
- 1988 Som ni vill ha det, Riksteatern, översättning Göran O. Eriksson, regi Magnus Bergquist, med Sten Ljunggren
- 1991 Som ni vill ha det, Norrbottensteatern, översättning Göran O. Eriksson, regi Frej Lindqvist, med Alf Nilsson & Jarl Lindblad
- 1991 Som ni vill ha det, Teater- och Operahögskolan, Göteborg, regi Malcolm Morrison
- 1992 Som ni vill ha det, Unga Konstnärliga Teatern, Malmö, översättning Göran O. Eriksson, regi Martha Vestin
- 1994 Som ni vill ha det, Riksteatern, översättning Göran O. Eriksson, regi Torbjörn Astner, med Bert Rolfart
- 1996 Som ni vill ha det, Göteborgs stadsteater, regi Ronnie Hallgren, med Cecilia Frode
- 1997 Som ni vill ha det, Romateatern, Gotland, översättning Göran O. Eriksson, regi Thomas Segerström
- 1998 Som ni vill ha det, Teater Paria, Stockholm, regi Carlo Hiltunen
- 2001 Som ni vill ha det, Sörmlands Musik och Teater, översättning Göran O. Eriksson, regi Judith Hollander
- 2001 Som ni vill ha det, Byteatern, Kalmar (dockteater)
- 2002 Som ni vill ha det, Stockholms stadsteater
- 2002 Som ni vill ha det, Regionteater Väst
- 2003 Som ni (man) vill ha det, Teatern.nu, Malmö
- 2006 Som ni vill ha det, Uppsala stadsteater, regi Carl Kjellgren
- 2009 Som ni vill ha det, Romateatern, översättning Göran O. Eriksson, regi Thomas Segerström
- 2011 Som ni vill ha det, Shakespeare på Gräsgården, Vadstena, översättning Göran O. Eriksson, regi Pontus Plænge
- 2013 Som ni vill ha det, Scenkonstbolaget/Teater Västernorrland, översättning Göran O. Eriksson, regi Yngve Dahlberg, med Ewa Fröling
- 2013 Som ni vill ha det, Göteborgs stadsteater, översättning Göran O. Eriksson, regi Stefan Metz, med Göran Ragnerstam & Eric Ericson
- 2023 Som ni vill ha det, Romateatern

## Filmatiseringar (urval)
Det har gjorts många filmatiseringar av Som ni behagar.
- 1936 regi Paul Czinner, med Laurence Olivier
- 1963 regi Michael Elliott & Ronald Eyre, med Vanessa Redgrave
- 1978 regi Basil Coleman, med Helen Mirren (TV)
- 2006 regi Kenneth Branagh, med Kevin Kline